# Réservoir de Camatagua
Pour les articles homonymes, voir Camatagua.
Le réservoir de Camatagua, officiellement réservoir Ernesto-León-David (embalse Ernesto León David, en espagnol), est un lac artificiel situé dans la paroisse civile de Camatagua dans la municipalité de Camatagua dans l'État d'Aragua au Venezuela. Crée en 1964 et inauguré en 1969, il est alimenté principalement par le río Guárico. D'une profondeur moyenne de 40 mètres et maximale de 100 mètres, il couvre environ 70 kilomètres carrés pour un volume d'environ 1 543 millions de mètres cubes d'eau. Le réservoir est le principal fournisseur en eau potable de la capitale du pays, Caracas.

## Sources
- (es) Cet article est partiellement ou en totalité issu de l’article de Wikipédia en espagnol intitulé « Embalse de Camatagua » (voir la liste des auteurs).